# Acronicta scotica
Acronicta scotica är en fjärilsart som beskrevs av Tutt 1888. Acronicta scotica ingår i släktet Acronicta och familjen nattflyn. Inga underarter finns listade i Catalogue of Life.